# Realizm skrajny
Realizm skrajny – w teorii poznania: pogląd przeciwstawny idealizmowi, zgodnie z którym  przedmioty poznania (dane w doświadczeniu) istnieją niezależnie od aktów poznawczych, czyli są transcendentne wobec nich – i są dokładnie takie, jak przedstawiają nam je zmysły.